# Sariglagah
Sariglagah is een bestuurslaag in het regentschap Batang van de provincie Midden-Java, Indonesië. Sariglagah telt 952 inwoners (volkstelling 2010).